# Coronaster briareus
Coronaster briareus is een zeester uit de familie Asteriidae.
De wetenschappelijke naam van de soort werd in 1882 gepubliceerd door Addison Emery Verrill.